# Wolter Wierbos

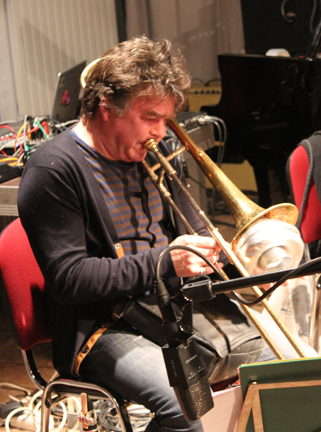
Wolter Wierbos auf dem SWR New Jazz Meeting im Loft 2012

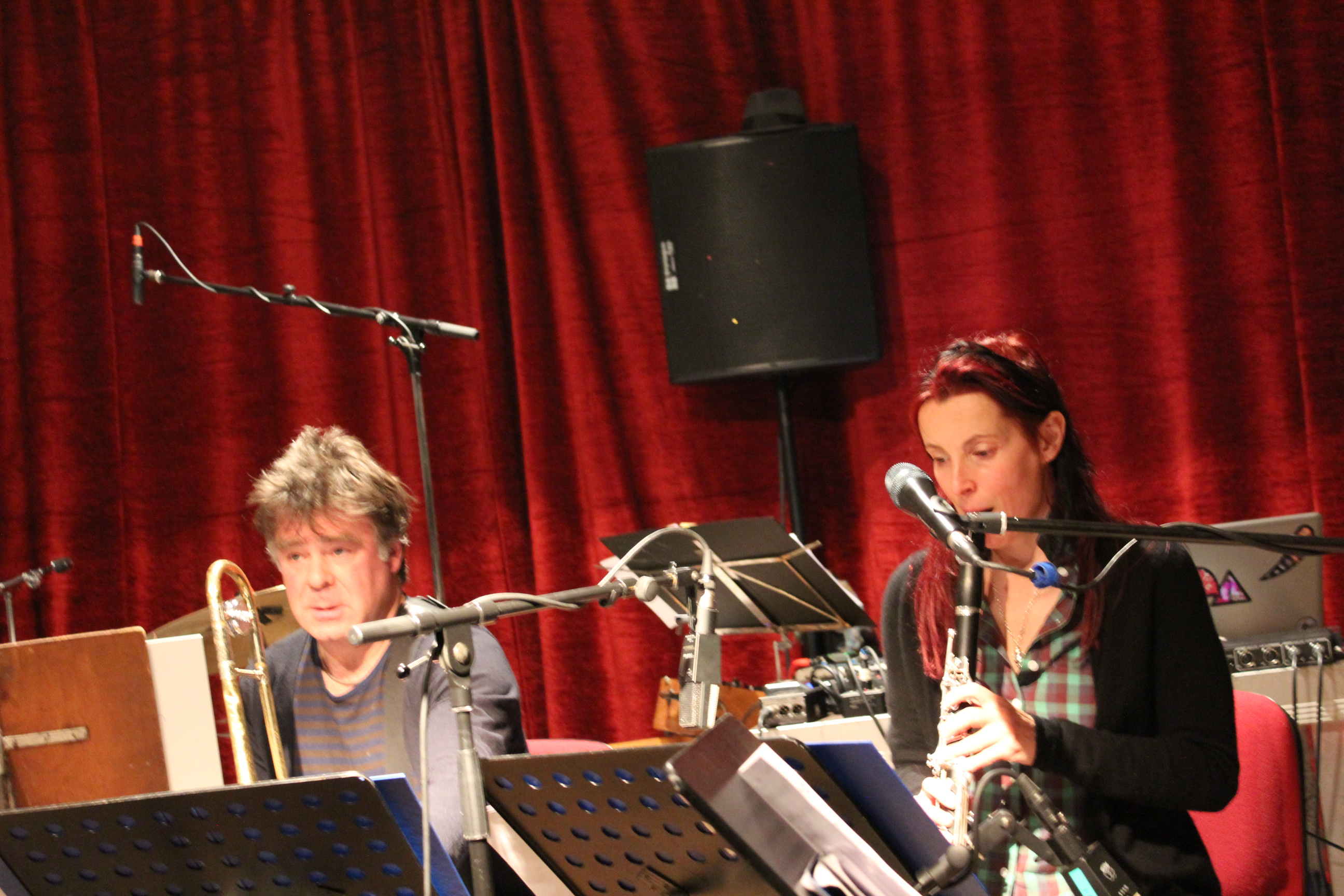
Wolter Wierbos mit Isabelle Duthoit (rechts) auf dem SWR New Jazz Meeting 2012

Wolter Wierbos (* 1. September 1957 in Holten, Niederlande) ist ein niederländischer Jazz-Posaunist.

## Leben und Wirken
Seit 1979 hat er in unterschiedlichsten Musikgruppen gespielt: Cumulus (mit Ab Baars), J. C. Tans & Rockets, dem Theo Loevendie Quintet, dem Guus Janssen Septet, Loos (Peter van Bergen) oder dem Maarten Altena Ensemble. Jahrelang spielte Wierbos erfolgreich im Podium Trio (Jan Kuiper und Paul van Kemenade), das sich seinen Namen nach dem gleichnamigen Podiumprijs gab. Er gründete seine eigene Band, Celebration of Difference und war in Theater, Tanz, Fernseh- und Filmprojekte involviert.
Derzeit hat er ein Solo-Projekt Wollo's World, das er unterschiedlich gestaltet – von Auftritten mit der Tänzerin Marije Nie und dem Bassisten Wilbert de Joode bis zum Quartett mit Misha Mengelberg, Mats Gustafsson und Wilbert de Joode. Auch hat er ein Trio mit Eckard Koltermann und Paul van Kemenade.
Außerdem spielt er in Misha Mengelbergs Instant Composers Pool-Orchestra, dem Quintett von Gerry Hemingway (Demon Chaser 1993), Franky Douglas’ Sunchild, Bik Bent Braam, Albrecht Maurers Trio Works, Nocando, Carl Ludwig Hübschs Longrun Development of the Universe, dem Quartett von Frank Gratkowski, Available Jelly und Sean Bergins Gruppe MOB.
Wierbos hat Auftritte in Europa, Nordamerika und Asien absolviert. Dabei hat er auch mit Henry Threadgill, mit dem Berlin Contemporary Jazz Orchestra (unter Alexander von Schlippenbach), mit Cecil Taylor, mit dem John Carter Project und der Mingus Big Band gespielt. Als Gastmusiker ist er mit The Ex, Sonic Youth und Gruppo Sportivo ebenso aufgetreten wie mit dem von Ed Spanjaard geleiteten Nieuw Ensemble.

## Anerkennung
Wierbos ist mehrfach ausgezeichnet worden, insbesondere mit dem Podiumprijs für Jazz und improvisierte Musik und 1995 mit dem sehr angesehenen niederländischen VPRO/Boy-Edgar-Preis.

## Diskographische Hinweise
- Carl Ludwig Hübsch’s Longrun Development of the Universe 2 – Is This Our Music? (2005)
- Available Jelly: Bilbao Song (Ramboy, 2005)